# Los tres poetas trágicos
Los tres poetas trágicos es una enumeración canónica con la que se pondera, desde la Antigüedad, a los tres principales autores (Esquilo, Sófocles y Eurípides) que acuñaron el género de la tragedia griega en la Atenas del siglo V a. C. (el siglo de Pericles), superando las limitadas convenciones del origen del teatro griego (Tespis).
La expresión se usa al menos desde Heráclides, que tituló De los tres poetas trágicos uno de sus Diálogos.